# Tory Belleci
Salvatore (Tory) Belleci (Monterey, Kalifornia, 1970. október 30. –) amerikai film- és modellkészítő, televíziós műsorvezető. Dolgozott a Star Wars I. rész – Baljós árnyak és a Star Wars II. rész – A klónok támadása című filmeken mint világosítási szakértő. Ismertségét az Állítólag… című amerikai dokumentumfilm sorozat révén szerezte.

## Élete
San Franciscó-i Állami Egyetemen tanult. Az egyetem elvégzését követően a Jamie Hyneman által alapított M5 Industries-hez került, mely cég speciális effektekkel foglalkozik. Itt Belleci eleinte kisebb munkákat kapott, kezdetben ügyelő volt, majd különféle ügyek intézését bízták rá és a bolt tisztán tartását, de gyorsan feljebb lépett a ranglétrán. Néhány évvel később került az Industrial Light & Magic-hez (ILM), ahol mint modellkészítő, szobrász és festő dolgozott.
A  következő filmeken dolgozott, mint modellkészítő:
- Csillagközi invázió (1997)
- Galaktitkos küldetés (1999)[1]
- A kétszáz éves ember (1999)
- Star Wars I. rész – Baljós árnyak (1999)[1]
- Star Wars II. rész – A klónok támadása (2002)
- Matrix trilógia (1999-2003)
- Pán Péter (2003)
- Van Helsing (2004)

2004-től szerepelt az Állítólag… című műsorban. Grant Imaharával és Kari Byronnal dolgozott együtt az „építő csapatban” (Build Team). A mítoszok vizsgálata során gyakran elvállalta a legveszélyesebb kísérleteket kipróbálását is. Ilyen kísérletek például: fagypont alatt odaragad-e a vascsőhöz az emberi nyelv, lent lehet-e maradni egy órán keresztül hideg vízben nádszállal lélegezve, és még sok más őrült kísérletet hajtott végre. Vakmerőségének gyakran kisebb baleset volt a vége, például a vascsöves kísérletnél a nyelvéből leszakadt egy kisebb darab, de végül egyik kísérlet sem okozott neki maradandó sérülést. 2014. augusztus 21-én bejelentették, hogy Belleci, Grant Imahara és Kari Byron elhagyja az Állítólag… csapatát.

## További információ
- Hivatalos oldal
- Tory Belleci az Internet Movie Database-ben (angolul)